# Dioscorea collettii
Dioscorea collettii är en enhjärtbladig växtart som beskrevs av Joseph Dalton Hooker. Dioscorea collettii ingår i släktet Dioscorea och familjen Dioscoreaceae.

## Underarter
Arten delas in i följande underarter:
- D. c. collettii
- D. c. hypoglauca